# 安德森縣 (田納西州)
安德森县（英語：Anderson County）是美国田纳西州東部的一個郡，面積893平方公里。根據2020年美國人口普查，共有人口77,123人。縣治克林顿（Clinton）。該縣成立於1801年11月6日。縣名紀念聯邦參議員約瑟夫·安德森。